# Андреевка (Близнюковский район)
Андре́евка (укр. Андріївка), село,
Крыштоповский сельский совет,
Близнюковский район,
Харьковская область.
Код КОАТУУ — 6320683502. Население по переписи 2001 г. составляет 137 (69/68 м/ж) человек.

## Географическое положение
Село Андреевка находится на левом берегу реки Большая Терновка, есть мост.
На севере примыкает к селу Никольское, на юге — село Дмитровка.

## История
- 1775 — дата основания.
- В 1993 году в селе действовали детские ясли, клуб, магазин, медпункт, школа.[1]

## Экономика
- В селе при СССР были молочно-товарная и свинотоварная фермы.
- Теплицы.

## Культура
- Школа.
- Клуб.

## Достопримечательности
- Братская могила советских воинов.